# Incomparable (Faith Evans)
Incomparable è il sesto album in studio della cantante R&B statunitense Faith Evans, pubblicato nel 2014.

## Tracce
1. Prelude / Thank You Good Night – 4:42
2. Extraordinary – 3:28
3. I Deserve It (featuring Missy Elliott & Sharaya J) – 3:40
4. Really Wanna Do – 3:39
5. Take Your Time (Interlude) – 2:37
6. Fragile – 3:43
7. Incomparable – 3:51
8. Ride the Beat (Interlude) – 2:40
9. Make Love (featuring Keke Wyatt) – 6:47
10. Good Time (featuring Problem) – 4:34
11. Forever – 4:09
12. Ever Go Away – 2:03
13. He Is – 4:28
14. Paradise (featuring B. Slade & Karen Clark Sheard) – 3:42
15. Thank You's (Outro) – 5:41
16. Maybe – 3:39